# Dominikanerkloster St. Albert (Freiburg im Breisgau)

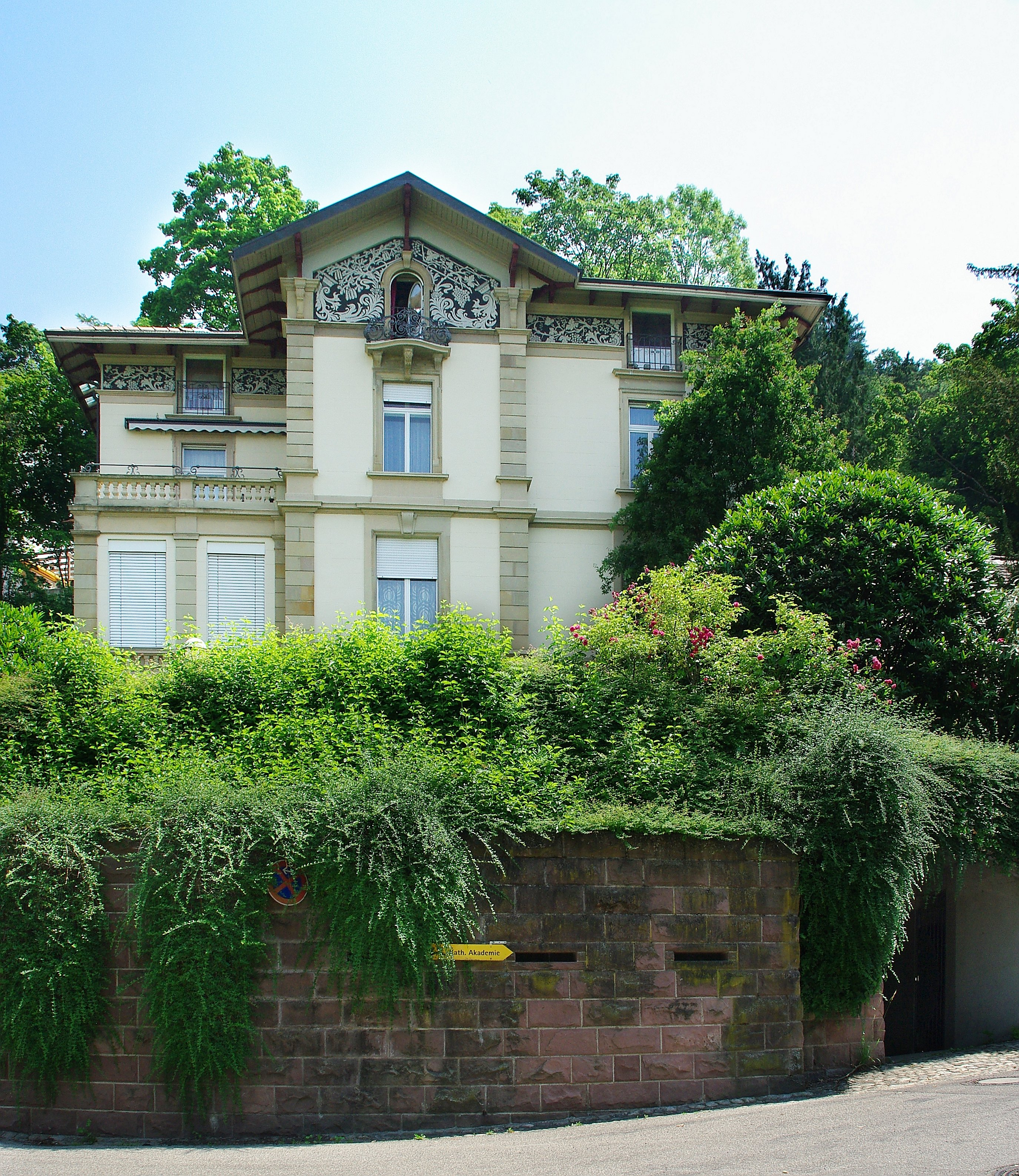
Alter Sitz am Schlossberg

Das Dominikanerkloster Sankt Albert in Freiburg im Breisgau war ein Kloster der Dominikaner, das von 1939 bis 2012 bestand.
Nach rund 150-jähriger Abwesenheit kehrte der Dominikanerorden 1934 nach Freiburg im Breisgau zurück und richtete am Schlossberg einen neuen Sitz ein, der 1939 zum Konvent St. Albert erhoben wurde. Schwerpunkt der Arbeit bildeten und bilden Gesprächskreise. Im Jahre 2012 wurde der Konvent niedergelegt und zum Filialhaus eines neuen Konventes St. Martin.